# Émile Druart
Émile Druart var en belgisk bågskytt. 
Druart deltog vid olympiska sommarspelen 1900, där han tog ett silver.